# ماغون (قرطاج)
ماغون، ماغون القرطاجي (القرن 3 ق م - القرن 2 ق م)، قائد عسكري وعالم زراعي، اهتم بالفلاحة في وقت السلم في قرطاج وكتب موسوعة ب28 مجلدا على الفلاحة وماغون هو أبرز علماء الفلاحة القدامى بشهادة شيشرون ووارّون [الفرنسية] وبلينيوس الأكبر وكولوملاّ [الفرنسية] الّذي دعاه أبا الفلاحة وكانت الموسوعة مرجعا أساسيا في العصور القديمة لعدة قرون إذ أحدث ماغون منظومة لهيكلة الفلاحة وتنميتها ومازالت طرقه تُستعمل حتى يومنا هذا.

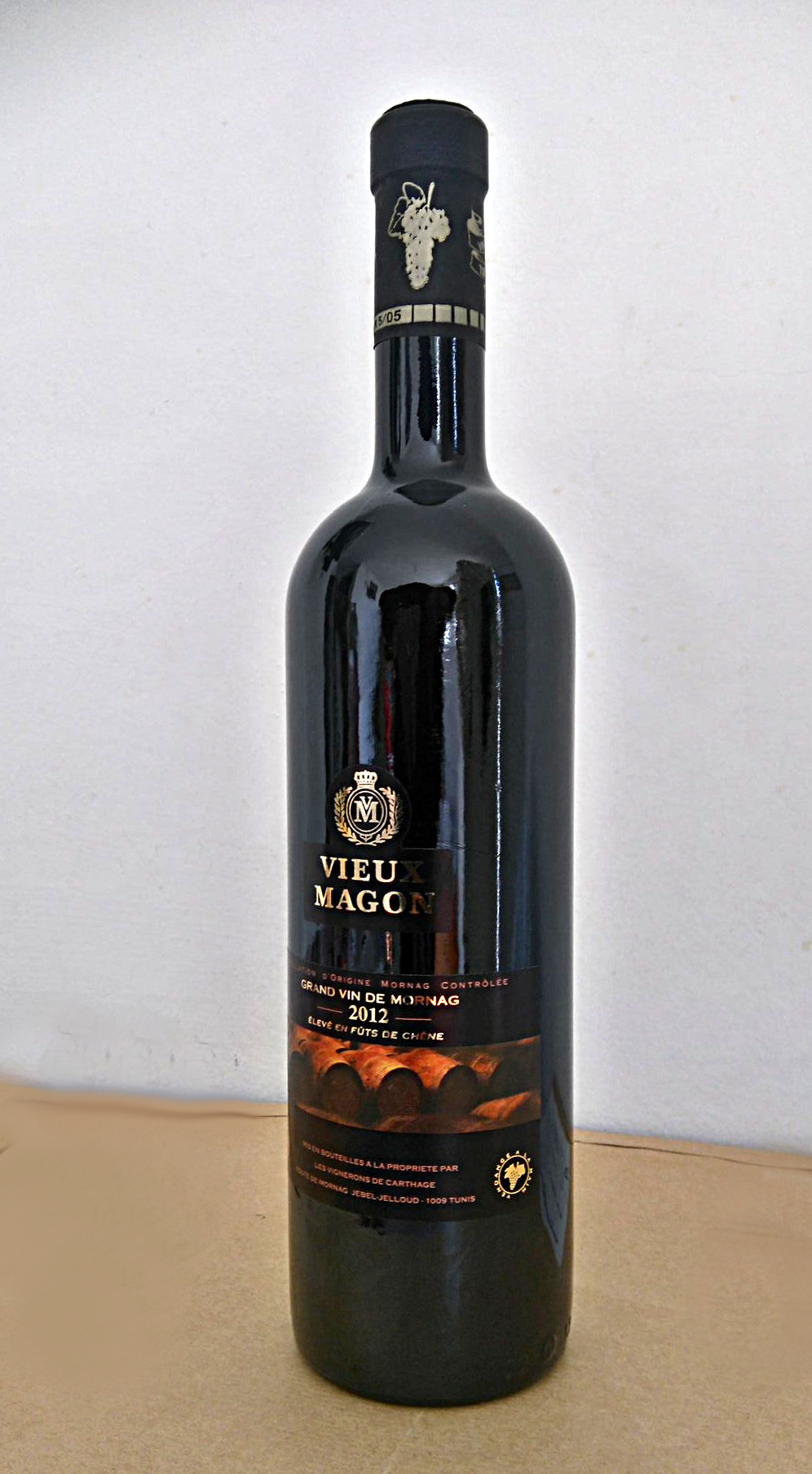
قارورة نبيذ ماغون العتيق

أطلق اسم ماغون على العديد من أنواع النبيذ التونسي.

## الموسوعة أهم غنائم الحرب البونيقية الثالثة
ترجم دكيموس سيلانوس [الفرنسية] موسوعة ماغون إلى اللاّتينيّة غداة تدمير قرطاج (146 ق م) بطلب من مجلس الشّيوخ الرّومانيّ الّذي لم يتّخذ مثلَ هذا القرار بشأن أيّ مؤلَّف آخر. ثمّ ترجمها كسيوس ديونسيوس الأوتيكيّ إلى الإغربقية قبل أن يعيد ديوفاني دي نيسي [الفرنسية] ترجمتها إلى الإغربقية من جديد في القرن الأول قبل الميلاد.